# August Boye
August Hedegaard Boye (født 15. januar 1993) er en dansk fodboldspiller, der har spillet for B93.
Hans foretrukne plads er enten på den højre wingback, defensive midtbane eller som venstre kant.

## Karriere
Han har tidligere spillet i Århusklubberne Brabrand IF og Skovbakken IK. Han spillede som ungdomsspiller i Skødstrup og i Skovbakken, men skiftede som seniorspiller til Brabrand IF, hvor han var en del af førsteholdet. 